# Мамбетъелга
Мамбетъелга (баш. Мәмбәтйылға)— река в Башкортостане на Южном Урале. Правый приток Большого Апшака (бассейн Белой).
Длина реки составляет 10 км. Берёт начало на западных предгорьях горы Большой Апшакай (хребет Крака) в Белорецком районе, в 4 км к северо-востоку от деревни Магадеево. Течёт на юго-запад по лесистой местности. В верховьях входит в Бурзянский район, в среднем течении протекает через упомянутую деревню (единственный населённый пункт в бассейне). Впадает в Большой Апшак по правому берегу в 7,6 км от его устья.
У деревни реку пересекает автодорога Белорецк — Старосубхангулово.

## Данные водного реестра
По данным государственного водного реестра России относится к Камскому бассейновому округу, водохозяйственный участок реки — Белая от водомерного поста Арский Камень до Юмагузинского гидроузла, речной подбассейн реки — Белая. Речной бассейн реки — Кама.
Код объекта в государственном водном реестре — 10010200212111100017294.